# Воронцівка (Кропивницький район)
Воронці́вка — село в Україні, у Новгородківській селищній громаді Кропивницького району Кіровоградської області. Населення становить 31 осіб. Орган місцевого самоврядування — Новгородківська селищна рада.

## Населення
Згідно з переписом УРСР 1989 року чисельність наявного населення села становила 11 осіб, з яких 5 чоловіків та 6 жінок.
За переписом населення України 2001 року в селі мешкала 31 особа.

### Мова
Розподіл населення за рідною мовою за даними перепису 2001 року:
| Мова       | Відсоток |
| ---------- | -------- |
| російська  | 61,29 %  |
| українська | 9,68 %   |
| інші       | 29,03 %  |